# قم يا حبيبي (فلم)
قم يا حبيبي (بالإنجليزية: Arise, My Love) هو فيلم كوميدي تم إنتاجه في الولايات المتحدة وصدر في سنة 1940. الفيلم من كتابة بيلي وايلدر.

## بطولة
- كلوديت كولبيرت
- راي ميلاند

### ترشيحات وجوائز
| السنة | الحدث          | الفئة    | النتيجة  |
| ----- | -------------- | -------- | -------- |
|       | جائزة الأوسكار | أفضل قصة | فـــــوز |

## وصلات خارجية
- قم يا حبيبي على موقع IMDb (الإنجليزية)
- قم يا حبيبي على موقع روتن توميتوز (الإنجليزية)
- قم يا حبيبي على موقع ألو سيني (الفرنسية)
- قم يا حبيبي على موقع Turner Classic Movies (الإنجليزية)
- قم يا حبيبي على موقع أول موفي (الإنجليزية)
- قم يا حبيبي على موقع فيلمافينيتي (الإسبانية)
- قم يا حبيبي على موقع قاعدة بيانات الفيلم (الإنجليزية)
- قم يا حبيبي على موقع ليتربوكسد (الإنجليزية)
- قم يا حبيبي على موقع كينوبويسك (الروسية)